# Hrvatsko
Hrvatsko je pogranično naselje u Hrvatskoj u sastavu Grada Delnica. Nalazi se u Primorsko-goranskoj županiji.

## Zemljopis
Nalazi se istočno na sjevernom rubu nacionalnog parka Risnjaka, na istočnoj i južnoj obali rijeke Kupe. Jugozapadno je Osilnica (Slovenija), jugozapadno su Sela (Slovenija), Zamost i Smrekari (Hrvatska), sjeverno je Podvrh (Slovenija), sjeveroistočno su Spodnji Čačič (Slovenija) i Malinišče (Slovenija), istočno je Ribjek (Slovenija), jugoistočno su Zakrajc Turkovski i Podgora Turkovska (Hrvatska).

## Stanovništvo
| broj stanovnika | 121   | 91    | 53    | 68    | 74    | 65    | 58    | 91    | 97    | 101   | 74    | 66    | 66    | 72    | 59    | 49    | 49    |
|                 | 1857. | 1869. | 1880. | 1890. | 1900. | 1910. | 1921. | 1931. | 1948. | 1953. | 1961. | 1971. | 1981. | 1991. | 2001. | 2011. | 2021. |